# دی‌فلوروکاربن
دی‌فلوروکاربن ترکیب شیمیایی با فرمول CF۲ است. نیمه عمر کوتاهی در حدود ۰٫۵ و ۲۰ میلی ثانیه، به ترتیب در محلول و در فاز گاز دارد. اگرچه دی‌فلوروکاربن بسیار واکنش‌پذیر است، اما یک واسطه در تولید تترافلوئورواتیلن است که در مقیاس صنعتی به عنوان پیش ماده تفلون (PTFE) استفاده می‌شود.

## همچنین ببینید
- دی‌کلروکاربن